# ناتانیل فیلیپس
ناتانیل فیلیپس (انگلیسی: Nathaniel Phillips؛ زادهٔ ۲۱ مارس ۱۹۹۷) بازیکن فوتبال اهل بریتانیا است که در پست مدافع بازی می‌کند .
از باشگاه‌هایی که در آن بازی کرده‌است می‌توان به لیورپول و اشتوتگارت اشاره کرد.